# 베르틸 올린
베르틸 올린(Bertil Gotthard Ohlin ("ˈbæʈil uˈliːn"으로 발음), 1899년 4월 23일 ~ 1979년 8월 3일) 은 스웨덴의 경제학자이자 정치인이었다. 그는 1929년에서 1965년까지 스톡홀름 경제대학교의 경제학 교수였다. 그는 1944년부터 1967까지 당시 여당이었던 스웨덴 사회민주노동당와 대립하는 가장 큰 당이자 사회자유주의적 당이었던 자유당의 총재였다. 그는 1944년에서 1945년까지 잠시 상무부 장관으로 재직하였다.
올린은 일라이 헥셔와 함께 국제 자유 무역에 대한 표준적인 수학 모델인 헥셔 올린 모형을 만든 것으로 잘 알려져있다. 그는 1977년 제임스 미드와 함께 "국제 무역에 관한 이론 및 자본 이동에 관한 이론을 개척한 실적"으로 노벨 경제학상을 수상하였다.

## 생애
올린은 룬드 대학교에서 학사 과정을 수료하였고, 그 이후 스톡홀름 경제대학교에서 일라이 헥셔 아래 공부하였다. 1920년에 올린은 스웨덴 재무부의 경제위원회에서 차관보로 복무하였고, 이후 1923년에 하버드 대학교에서 석사 과정을 수료하였다. 그는 스톡홀름 대학교에서 1924년에 박사과정을 수료하였고, 이듬해 코펜하겐 대학교의 교수가 되었다. 올린은 1929년에 케인스와 함께 독일의 제1차 세계대전 이후의 배상 문제와 관련하여 토론하였다. 케인스는 채무부담이 다른 전쟁을 일으킬 수 있다 예견하였고, 반면 올린은 독일이 배상을 감당할 수 있을 것이라 생각했다.
1930년에 올린은 스톡홀름 경제대학교에서 자신의 스승 일라이 헥셔의 후임으로 경제학교수가 되었다. 1933년에 올린은 지역간 및 국제무역 Interregional and International Trade을 출간해 세간의 주목을 받게 되었다. 이 저서에서 올린은 헥셔가 전에 연구한 것과 자신의 박사과정 논문을 바탕으로 하여 헥셔 올린 모형이라는 국제 무역에 관한 경제 이론은 만들었다.
헥셔 올린 모형은 어떻게 비교 우위가 한 국가의 자본과 노동의 특성과 관련이 있을 수 있는지, 그리고 그 특성이 시간에 따라 어떻게 바뀔 수 있는지를 보여주었다. 헥셔 올린 모형은 인플레이션으로부터 실질 임금을 보호하는 것의 영향에 대한 후대 업적의 기반이 되었다. 또한, 이 모형은 예측이나 분석을 하는데 있어 많은 성과를 냈으며, 올린 본인도 이 모형을 이용하여 국가들이 국가의 자원들을 가장 효율적으로 사용할 수 있는 산업에 특화 할 것이라는 헥셔-올린 정리를 도출해냈다. 오늘날 이 모형은 오류가 있다고 입증되었지만, 오늘날 까지도 국제 무역을 이해하는데 유용한 프레임으로 사용된다.
이 후에, 올린과 다른 북구학파의 경제학자들은 욘 구스타브 크누트 빅셀의 경제적 분석을 확장시켜 케인스 경제학과 유사한 결론을 낸 이론을 만들었다.
1944년에서 1967까지 올린은 스웨덴 사회민주노동당 정부의 가장 큰 반대 당이었던 자유당의 총재로 지냈다. 1944년에서 45년까지는 상무부 장관으로 재직했다.
2009년에 스톡홀름 경제대학교 옆의 한 거리가 올린의 이름을 따서 명명되었다.

## 헥셔-올린 정리
헥셔 올린 모형으로부터 도출된 헥셔-올린 정리는 국가간의 무역은 각 국가가 가지고 있는 자본과 노동의 상대적인 양의 비례한다고 하는 정리이다. 자본이 많은 국가에서는 임금이 상대적으로 높아 섬유나 옷감같이 노동이 많이 필요한 상품을 내부적으로 생산하는데 비용이 많이 든다. 반면에 자동차나 화학품같이 자본이 많이 필요한 상품을 내부적으로 생산하는 것이 비용이 적게 든다. 이에 따라 자본이 많은 국가는 자본 집적 상품을 수출하고 노동 집적 상품을 수입할 것이며, 반대로 노동량이 많은 국가는 자본 집적 상품을 수입하고 노동 집적 상품을 수출할 것이다.
이것이 성립하기 위해서는 다음과 같은 조건이 성립해야한다:
- 두 국가에서 자본과 노동 같은 생산의 주요 요소가 같은 비율로 있지 않는다.
- 생산되는 두 재화는 자본을 더 많이 필요로 하거나 노동을 더 많이 필요로 한다.
- 두 국가간에서 자본과 노동의 움직임이 존재하지 않는다.
- 국가간에서 재화를 운반하는 것에 비용이 들지 않는다.
- 거래를 하는 두 국가의 국민들의 필요는 같다.

이 정리는 자본과 노동의 총량에 의존하지 않고 각 노동자 당 자본과 노동자 당 노동량을 중요시한다. 이는 작은 국가들이 큰 국가에 비해 많이 가지고 있는 생산요소를 필요로 하는 상품에 특화하여 작은 국가들과 큰 국가들이 무역을 할 수 있게 한다. 여기서 핵심적인 가정은 각 국가의 노동 대 자본 비율이 다르다는 것이다. 이 비율의 차이가 곧 특화로 나아가게 되는 것이며, 이에 따라 각 국가의 경제적 후생 증가가 생기는 것이다. 노동 대 자본의 비율에 있어 두 국가간의 차이가 클수록 특화로부터 얻을 수 있는 이득은 커진다.
바실리 레온티예프는 이 정리와 관련하여 헥셔-올린 정리를 반증하는 증거를 제시했다. 그는 헥셔-올린 정리에 따르면 미국이 자본이 많음으로 자본 집적 상품을 수출하고 노동 집적 상품을 수입해야 하는데, 실제로는 수입하는 상품보다 더 많이 노동을 필요로 하는 상품을 수출한다는 것이었다. 그는 이를 레온티예프 역설이라고 하였다.

## 주요 출판물
- The German Reparations Problem, 1930
- The Cause and Phases of the World Economic Depression. Report presented to the Assembly of the League of Nations Geneva: Secretariat of the League of Nations; 1931.
- Interregional and International Trade, 1933
- Mechanisms and Objectives of Exchange Controls, 1937

## 참고 자료
- Encyclopædia Britannica Online "International trade"
- NobelPrize.org "Why Trade?"
- Chapter 60 The Heckscher–Ohlin (Factor Proportions) Model